# Kuremäeklooster
Het Kuremäeklooster, ook wel Pühtitsaklooster genoemd (van pühitsetud, gezegend), is een Russisch-orthodox klooster in de plaats Kuremäe in de Estse gemeente Alutaguse. Het werd opgericht in 1891 en is het enige nog functionerende Russisch-orthodoxe nonnenklooster in Estland. Het behoort tot de Estische Orthodoxe Kerk onder het Patriarchaat van Moskou. Het ligt op de locatie waar volgens een legende al sinds de oudheid een heilige bron ligt die wonden zou genezen als men erin baadt.